# Enric Bernat
Enric Bernat Fontlladonosa (Barcellona, 20 ottobre 1923 – Barcellona, 27 dicembre 2003) è stato un imprenditore spagnolo, fondatore e inventore della Chupa Chups.

## Biografia
Enric Bernat è nato in una famiglia di pasticceri da tre generazioni e ha iniziato la sua vita lavorativa nella pasticceria dei suoi genitori. Nel 1950 crea la propria attività e fonda una fabbrica di dolci chiamata "Productos Bernat", a cui si unì la sua di allora fidanzata, Nuria Serra, figlia di un'altra famiglia di pasticceri di Barcellona. La giovane coppia promosse l'attività, fino ad assorbire nel 1954 un'azienda asturiana che produceva prodotti a base di mele, chiamata "Granja Asturias". Nel 1958, Enric Bernat acquistò il brevetto per una caramella sferica con un bastoncino chiamato "Gol", fabbricato dall'industria di Barcellona "Reñé SA", e nello stesso anno fu lanciata la nuova caramella "Chups", presentata come un piccolo lusso per bambini che permette di consumare le caramelle senza sporcarsi le dita.
Durante gli anni '80, Bernat non riuscì ad acquisire la compagnia di assicurazioni Iberia de Seguros per finanziare una nuova banca d'investimento in Catalogna. Nonostante la perdita, acquistò la proprietà della Casa Batlló dall'architetto modernista Antoni Gaudí. Nel 1991 lasciò il controllo formale di Chupa Chups a suo figlio Javier. Il marchio ha creato la controllata Smint nel 1994.
Con sua moglie Nuria Serra ebbe tre figli e due figlie. Morì per cause naturali ad 80 anni nella sua casa di Barcellona, il 27 dicembre 2003. Nel 2006 i suoi figli vendettero la compagnia al gruppo italiano Perfetti Van Melle.